# Princesse Marie-José (schip, 1923)
De Princesse Marie-José was een Belgische staatspakketboot, die dienst uitmaakte van de Oostende-Doverlijn. Ze werd gebouwd in 1923 op de Cockerill Yards te Hoboken, Antwerpen.
De boot was 110,61 m lang en 12,95 m breed en ontwikkelde een uursnelheid van 24,21 knopen. Het vaartuig kostte de Belgische Staat toen 15.000.000 Bfr.
Zoals alle toenmalige schepen had ze een rechte voorsteven, een rechte ronde achtersteven en was ze zwart van romp en een witte lage opbouw. Ze was voorzien van twee zwarte schoorstenen en twee licht achterover liggende masten. Dit gaf de indruk dat het een snel schip was, en voor die tijd was ze snel.
- Lengte: 110,61 m
- Breedte: 12,95 m
- Diepgang: 3,02 m

## Geschiedenis
- 29.10.1922 Stapelloop.
- 16.06.1923 Maidentrip Oostende-Dover.
- 08.1926 Afvaart met de koninklijke familie naar Stockholm voor het huwelijk van het prinsenpaar Leopold en Astrid.
- 30.10.1926 - 17.11.1926 Bezoek aan Göteborg.
- 07.08.1937 Aanvaring met Clan Mac Niel voor Duinkerke (Cdt. G. Timmermans).
- 17.05.1940 Afvaart met vluchtelingen naar Folkestone.
- 17.09.1940 Uitgeleend aan de Royal Navy.
- 17.09.1940 - 03.03.1941 Omgebouwd tot Asdic Training Ship en herdoopt tot HMS Southern Isles.
- 03.03.1941 Omgedoopt tot HMS Nemesis.
- 06.10.1942 Herdoopt tot HMS Baldur als logementschip.
- 04.06.1945 Herdoopt tot HMS Nemesis.
- 12.07.1945 Teruggave aan Belgische staat en herdoopt tot Princesse Marie-José als opleidingschip voor de zeemacht, later logementschip.
- 1947 Verkocht aan Van Heyghem Frères voor sloop.